# Дэ-Рош, Мадлен
Мадлен Дэ-Рош (фр. Madeleine Des Roches, урождённая Мадлен Нёвё (Madeleine Neveu), 1520, Пуатье — ноябрь 1587) — французская писательница и поэтесса периода Ренессанса, мать поэтессы Катрин Фрадоннэ или Катрин Дэ-Рош, которой она преподавала поэзию, литературу и древние языки.
Мадлен Дэ-Рош получила блестящее для своего времени образование, рано овдовела и скромно жила в родном городе. Её дочь Катрин, род. в 1550 г., превзошла красотой свою мать, но отличалась надменностью. Их салон в 1570—1587 гг. был литературным центром в Пуатье, куда охотно собирались поэты и писатели; среди этого общества младшая Дэ-Рош являлась предшественницей Марии Лежар-де-Гурнэ и Жюли Рамбулье-д’Анженнь. Обе Дэ-Рош скончались в один день от чумы в 1587 г.
Их поэтические произведения: «Les pulces poétiques, prenières oeuvres de m-mes D. de Poitiers, mère et fille» (1579), были приняты благосклонно, вскоре они выпустили второй том, «Secondes oeuvres de m-mes D. de Poitiers, mère et fille» (1584).

## Произведения
- Oeuvres, Paris: Abel L’Angelier, 1578-9.
- Secondes Oeuvres, Poitiers: Nicolas Courtoys, 1583.
- Les missives de Mesdames des Roches… (в стихах и прозе), Paris: Abel L’Angelier, 1586.